# UFC on ABC: Whittaker vs. Aliskerov
UFC on ABC: Whittaker vs. Aliskerov（ユーエフシー・オン・エービーシー：ウィテカー・バーサス・アリスケロフ、別名UFC on ABC 6）は、アメリカ合衆国の総合格闘技団体「UFC」の大会の一つ。2024年6月22日、サウジアラビア・リヤドのキングダム・アリーナで開催された。

## 大会概要
UFC初のサウジアラビア大会となった本大会はロバート・ウィテカーとイクラム・アリスケロフのミドル級戦が組まれた。

## 試合結果

### プレリミナリーカード
第1試合 バンタム級 5分3R
○  イ・チャンホ vs.  シャオ・ロン ×
3R終了 判定2-1（28-29、29-28、29-28）
第2試合 ライトヘビー級 5分3R
○  マゴメド・ガジヤスロフ vs.  ブレンドソン・ヒベイロ ×
3R終了 判定2-0（29-28、29-28、28-28）
第3試合 バンタム級 5分3R
○  ムイン・ガフロフ vs.  カン・ギョンホ ×
3R終了 判定3-0（30-27、30-27、30-27）
第4試合 ウェルター級 5分3R
○  リナト・ファクレトディノフ vs.  ニコラス・ダルビー ×
3R終了 判定2-1（29-28、28-29、29-28）
第5試合 フェザー級 5分3R
○  フェリペ・リマ vs.  ムハンマド・ナイモフ ×
3R 1:15 リアネイキドチョーク
第6試合 ライト級 5分3R
○  ナスラット・ハクパラスト vs.  ジャレッド・ゴードン ×
3R終了 判定2-1（28-29、29-28、29-28）

### メインカード
第7試合 ライトヘビー級 5分3R
○  ヴォルカン・オーズデミア vs.  ジョニー・ウォーカー ×
1R 2:28 KO（右アッパー→パウンド）
第8試合 ミドル級 5分3R
○  シャラ・マゴメドフ vs.  アントニオ・トロコリ ×
3R 2:27 TKO（左フック）
第9試合 ミドル級 5分3R
○  ケルヴィン・ガステラム vs.  ダニエル・ロドリゲス ×
3R終了 判定3-0（29-28、30-27、30-27）
第10試合 ヘビー級 5分3R
○  アレキサンダー・ヴォルコフ vs.  セルゲイ・パブロビッチ ×
3R終了 判定3-0（30-27、30-27、29-28）
第11試合 ミドル級 5分5R
○  ロバート・ウィテカー vs.  イクラム・アリスケロフ ×
1R 1:49 KO（右アッパー→パウンド）

### 各賞
ファイト・オブ・ザ・ナイト：該当無し
パフォーマンス・オブ・ザ・ナイト：ロバート・ウィテカー、シャラ・マゴメドフ、ヴォルカン・オーズデミア、フェリペ・リマ
各選手にはボーナスとして5万ドルが授与された。

### カード変更
負傷などによるカードの変更は以下の通り。